# 영덕 처인당
영덕 처인당(盈德 處仁堂)은 경상북도 영덕군 창수면에 있는 조선시대 17세기 건축물이다. 2018년 8월 19일 경상북도의 문화재자료 제666호로 지정되었다.

## 지정사유
영양남씨 참봉공 남필대(南必大: 1608-1666)가 중수한 이후 남달만(南達萬: 1713-1784)이 중수하였다는 기록이 있으며, 이후 지속적인 크고 작은 보수를 통해 오늘날까지 이어져오고 있다. 과거 이 건물은 종가에 딸린 건축물인데 기존의 종가 건축물의 유구를 찾아 볼 수 없는 점은 아쉬운 점이다. 다만 종가의 옛 모습은 한국전쟁 이후 건립한 안채와 사당을 통해 추정해볼 수 있다.
그리고 처인당은 영덕 인량리에 약 600여년 간 세거해 온 영양남씨의 대표적인 건물로 문중의 구심점 역할을 해왔으며, 인량리의 영양남씨는 17세기 이후 영남학파의 일원으로 활발한 활동을 한 문중이고, 처인당은 그 중심 건물이라는 점에서 역사성이 있는 등 문화재로 지정되어 보존되어야 할 가치가 있다고 판단된다.

## 참고 문헌
- 영덕 처인당 - 국가유산청 국가유산포털